# Tsakoni
Tsakoni (Τσάκωνες; Tsákones), stočarski narod s istočne obale Peloponeza u Grčkoj, poglavito na području općine Λεωνίδι (Leonidio). Tsakoni su dorskog porijekla, točnije od Spartanaca (Lakonaca) iz Lakonije. Danas ih se očuvalo između 10 i 12 tisuća, s vlastitim jezikom, tradicijama, pjesmama, plesovima i običajima. 
Jezik ima tri različita dijalekta, sjeverni (kastanista-sitena), južni (leonidio-prastos) i propontis (vatka-havoutsi) koji se još mogu čuti u selima Ano Tyros, Sapounakeika, Pera Melena i Pragmateftis.

## Vanjske poveznice
- The Village of Tyros in Arcadia